# Gan Le'ummi Sede ‘Ammudim
Gan Le'ummi Sede ‘Ammudim (hebreiska: גן לאמי שדה עמודים) är en nationalpark i Israel. Den ligger i distriktet Norra distriktet, i den norra delen av landet.